# Pherbellia subtilis
Pherbellia subtilis är en tvåvingeart som beskrevs av Orth och Steyskal 1980. Pherbellia subtilis ingår i släktet Pherbellia och familjen kärrflugor. Inga underarter finns listade i Catalogue of Life.